# بيقية معنقدة
البيقية المعنقدة  أو الدندران ((باللاتينية: Vicia cracca)) أو (بالإنجليزية: Tufted vetch)‏ نبات علفي يتبع جنس البيقية من الفصيلة البقولية المعروفة بقدرتها على تثبيت النيتروجين الجوي من خلال بكتيريا المستجذرة.

## الموئل والانتشار
تنتشر في تركيا والقوقاز وكل مناطق أوروبا.
تنتشر الآن أيضًا في أمريكا الشمالية من ولاية فرجينيا إلى جنوب كندا. تعد البيقية المعنقدة من الأعشاب حيث تنمو بريًا في كثير من المناطق وفي الحقول الزراعية. تزرع كعلف للأبقار في الولايات المتحدة.

## الوصف النباتي
البيقية المعنقدة نبات متسلق معمر. الورقة مركبة ريشية الشكل ينمو في نهايتها محلاق يستعمله النبات للتمدد والتسلق. النورة عنقودية بسيطة ذات أزهار بنفسجية. تشبه البيقية الموبرة كثيرًا وتختلف عنها من حيث عدم وجود الأوبار فقط. ينتشر بالبذور وبالجذامير.

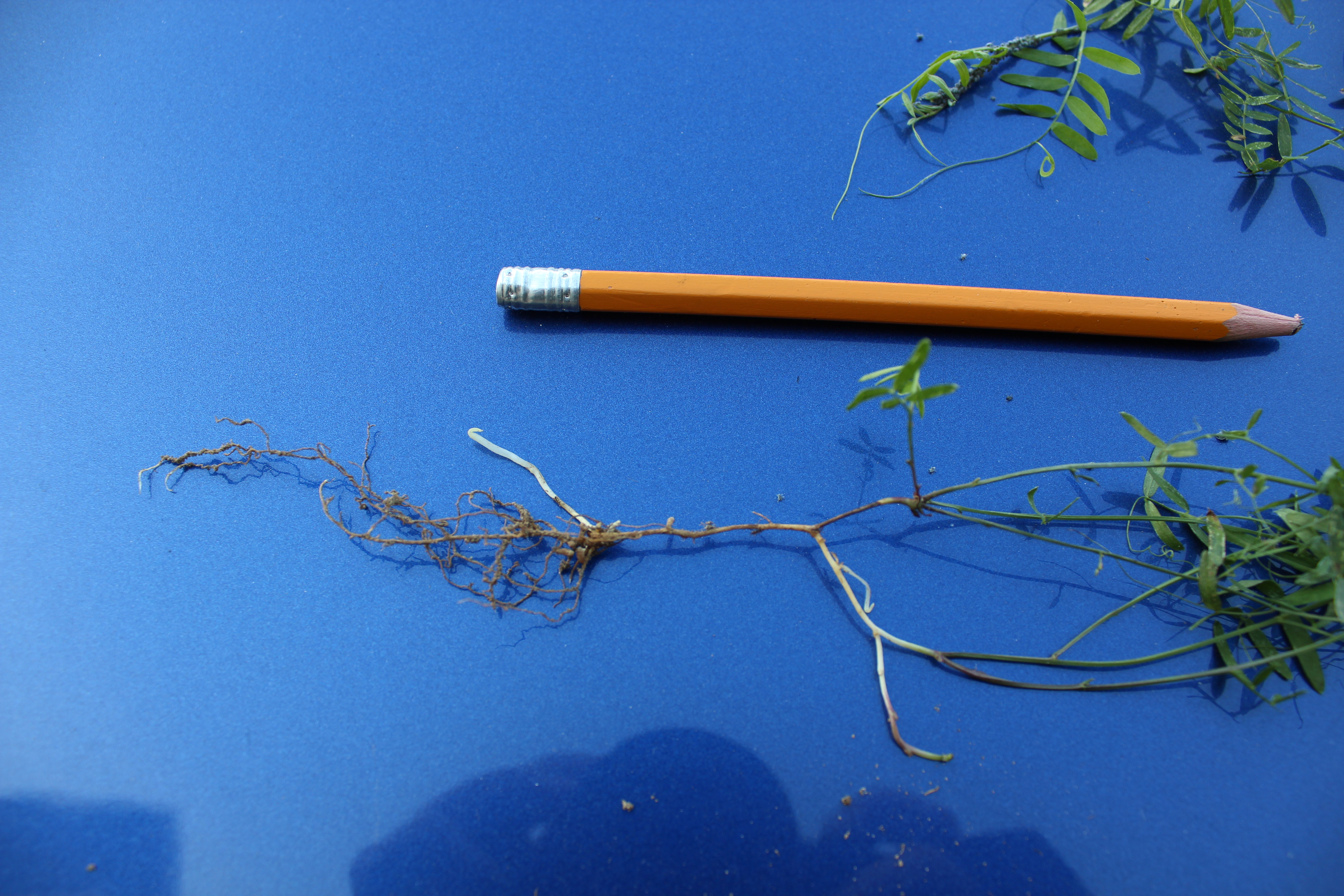
جذمور البيقية المعنقدة (الأبيض) وسوقها

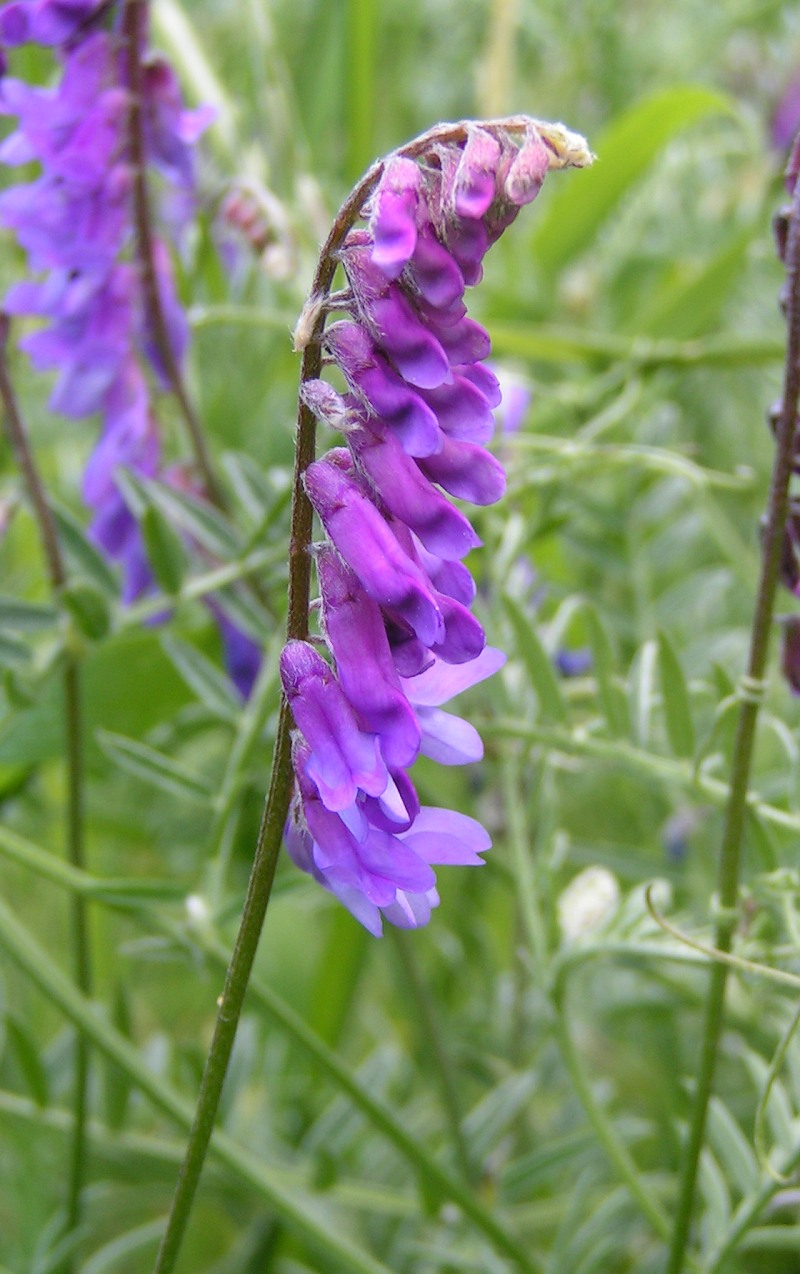
صورة مقربة للعقود الزهري للبيقية المعنقدة

نباتات ونورات البيقية المعنقدة

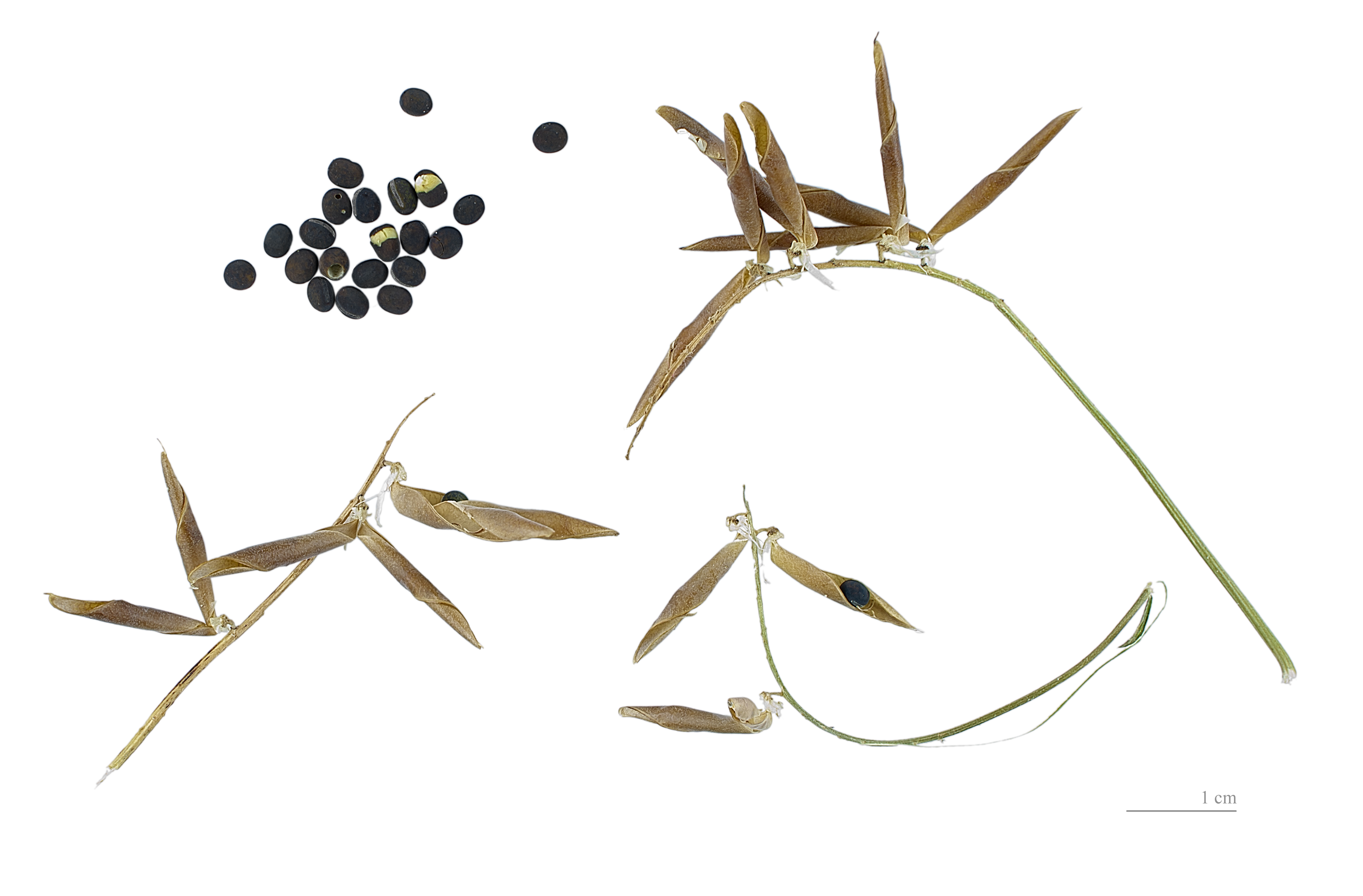
Vicia cracca

## مرادفات للاسم العلمي
- (باللاتينية: Cracca major Gren. & Godr.)
- (باللاتينية: Vicia (Cracca) oreophila Žertová (provisional))
- (باللاتينية: Vicia heteropus Freyn)
- (باللاتينية: Vicia macrophylla (Maxim.) B. Fedtsch.)
- (باللاتينية: Vicia oiana Honda)
- (باللاتينية: Vicia variabilis Grossh.)
- (باللاتينية: Vicia cracca var. canescens Franch. & Sav.)
- (باللاتينية: Vicia cracca var. japonica Miq.)